# Mallplaza Trébol
Plaza del Trébol o más conocido como Mallplaza Trébol es un centro comercial chileno de la ciudad de Talcahuano, que forma parte de la cadena chilena Mallplaza.  Su lugar de espacio es muy grande, el centro comercial está cerca de varios lugares en la ciudad de Talcahuano. Los administradores del centro comercial, decidieron invertir en más de 75 millones de dólares para expandir el centro comercial.   Los administradores invirtieron y construyeron más locales comerciales dentro. 

## Locales comerciales
La tienda comercial trae:
- Sodimac
- Jumbo
- Terraza
- Ripley

Entre más tiendas. 

## Historia
El centro comercial fue fundado el 20 de abril de 1995 por la cadena de locales Mallplaza.   Fue el primer centro comercial fuera de la Región Metropolitana en abrir sus puertas en Talcahuano, Gran Concepción.  Sus obras comenzaron en abril de 1994 y finalizaron en abril de 1995.

### Etapa inicial del centro comercial
Cuando el centro comercial empezó a circular entre la influencia de las personas, contaba con más de 120 tiendas dónde comprar.    Se creó un sistema de locomoción llamado "Expresos Plaza del Trébol" gratuito del mismo mall. 